# Szczepan Łuczak
Szczepan Łuczak (ur. 26 grudnia 1906 w Łodzi, zm. 16–19 kwietnia 1940 w Katyniu) – polski inżynier leśnik, podporucznik piechoty rezerwy Wojska Polskiego, ofiara zbrodni katyńskiej.

## Życiorys
Był synem Stefana i Walerii. Ukończył Gimnazjum im. Jędrzeja Śniadeckiego w Pabianicach, następnie podjął studia na Wydziale Leśnym Szkoły Głównej Gospodarstwa Wiejskiego w Warszawie uzyskując dyplom inżyniera leśnika w 1932. Po ukończeniu studiów pracował w zawodzie, najpierw w nadleśnictwie w Wyszkowie, a potem, po praktyce w Toruniu, w tamtejszej dyrekcji Lasów Państwowych, w klosnowskiej wyłuszczarni nasion.
W 1936 został zatrudniony w Instytucie Badawczym Lasów Państwowych, gdzie w Oddziale Żywicowania zajmował się zagadnieniami anatomii przewodów żywicznych. Na łamach „Lasu Polskiego” ogłosił w latach 1936–1938 trzy artykuły dotyczące budowy i rozmieszczenia przewodów żywicznych w drewnie sosny oraz powstawania i wydzielania żywicy.
W 1939 został zmobilizowany do wojska. Podczas kampanii wrześniowej pełnił służbę w randze podporucznika piechoty. Po agresji ZSRR na Polskę został wzięty do niewoli sowieckiej. Według stanu z grudnia 1939 był jeńcem obozu w Kozielsku. Między 15 a 17 kwietnia  1940 przekazany do dyspozycji naczelnika Zarządu NKWD Obwodu Smoleńskiego – lista wywózkowa 032/2 z 14 kwietnia 1940. Został zamordowany między 16 a 19 kwietnia 1940 w Katyniu przez funkcjonariuszy Obwodowego Zarządu NKWD w Smoleńsku oraz pracowników NKWD przybyłych z Moskwy na mocy decyzji Biura Politycznego KC WKP(b) z 5 marca 1940. Ofiary tej zbrodni grzebano w bezimiennych mogiłach zbiorowych, gdzie od 28 lipca 2000 mieści się oficjalnie Polski Cmentarz Wojenny w Katyniu. W miejscu tym prowadzone były ekshumacje i prace archeologiczne. Zidentyfikowany podczas ekshumacji prowadzonej przez Niemców w 1943 pod numerem 2963 – dosł. opisany jako Łuczak Stefan (raport dzienny z 24 maja 1943). Przy jego szczątkach znaleziono: kartę szczepień, 2 ks. PKO., pozwolenie na broń oraz wizytówki. Figuruje na liście Komisji Technicznej PCK pod numerem 02963.

## Upamiętnienie
5 października 2007 minister obrony narodowej Aleksander Szczygło mianował go pośmiertnie na stopień porucznika. Awans został ogłoszony 10 listopada 2007 w Warszawie, w trakcie uroczystości „Katyń Pamiętamy – Uczcijmy Pamięć Bohaterów”. 
Szczepana Łuczaka upamiętniają dwa Dęby Pamięci posadzone w Wierzchlesie 12 października 2013 oraz w Toruniu 13 kwietnia 2023, w ramach akcji „Katyń... pamiętamy” / „Katyń... Ocalić od zapomnienia”.